# Roberto Perotti

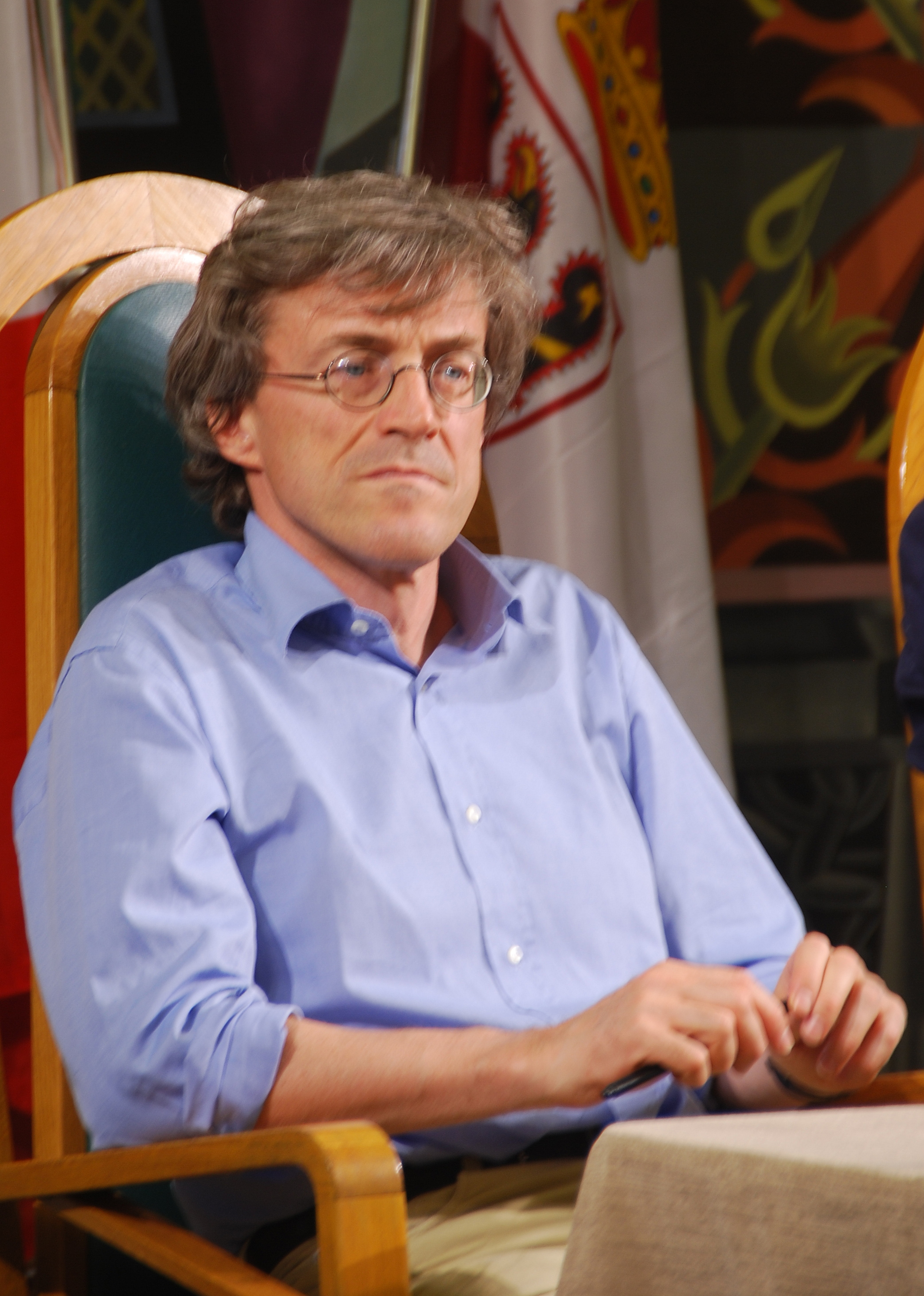
Roberto Perotti, 2009

Roberto Perotti (* 7. April 1961 in Mailand) ist ein italienischer Wirtschaftswissenschaftler und Hochschullehrer für Politische Ökonomie an der Università Commerciale Luigi Bocconi, Mailand.

## Leben
Perotti studierte an der Università Commerciale Luigi Bocconi in Mailand wirtschaftliche und soziale Fächer. Dort schloss er im September 1987 mit der Arbeit Teoria dei giochi e debito pubblico (Spieltheorie und öffentliche Schulden) ab. Im Mai 1991 promovierte er am Massachusetts Institute of Technology im Fach Wirtschaftswissenschaften. Anschließend wurde er Postdoktorand an der Harvard University. Außerdem forschte er an der Universität Tel Aviv. Zehn Jahre lehrte er an der Columbia University, anschließend zwei Jahre am Europäischen Hochschulinstitut in Florenz. Schließlich erhielt er 2005 als ordentlicher Professor einen Lehrauftrag an der Università Commerciale Luigi Bocconi, wo er dem Innocenzo Gasparini Institute for Economic Research angehört und von 2006 bis 2008 dessen Vorsitz innehatte. Des Weiteren ist er wissenschaftlicher Mitarbeiter des Centre for Economic Policy Research in London und des National Bureau of Economic Research in Cambridge (Massachusetts), Mitherausgeber des Journal of the European Economic Association sowie Kolumnist der Wirtschaftstageszeitung Il Sole 24 Ore. Seit 2016 gehört er dem Board of Directors der Assicurazioni Generali an.
Beratend war er für den Internationalen Währungsfonds, die Weltbank, die Interamerikanische Entwicklungsbank, die Europäische Zentralbank, die Banca d’Italia sowie das Federal Reserve Board in Washington, D.C. tätig. Zusammen mit Yoram Gutgeld diente er dem italienischen Ministerpräsidenten Matteo Renzi von September 2014 bis November 2015 als Wirtschafts- und Sonderberater („commissario della Spending review“). Von dieser Position, die vor ihm Carlo Cottarelli innegehabt hatte, trat er wie dieser zurück, weil er zur Auffassung gelangt war, dass es keinen wirklichen politischen Willen gibt, eine Aufgabenkritik und Überprüfung von Staatsausgaben durchzuführen.
Im Jahr 2008 erregte Perotti mit dem Buch L’università truccata Aufsehen. Darin kritisierte er das italienische Hochschulsystem. Perottis wissenschaftliches Interesse gilt jedoch vor allem der Makroökonomie. Als Finanzwissenschaftler beschäftigt er sich besonders mit den Auswirkungen politischer Maßnahmen auf öffentliche Haushalte. Im Juli 2020 veröffentlichte er ein Diskussionspapier, worin er vortrug, dass die etwa von Hans-Werner Sinn und anderen deutschen Kritikern des TARGET2-Systems vertretenen Bedenken sowohl aus theoretischen Gründen als auch wegen ihrer politischen Implikationen ernst genommen werden sollten.

## Schriften (Auswahl)
- mit Alberto Alesina: Fiscal Adjustments in OECD Countries: Composition and Macroeconomic Effects. International Monetary Fund Staff Papers, 1997, Band 44 (2. Juni 1997), S. 210–248.
- mit Olivier Blanchard: An Empirical Characterization of the Dynamic Effects of Changes in Government Spending and Taxes on Output. In: The Quarterly Journal of Economics, Band 117, Nr. 4 (November 2002), S. 1329–1368.
- Estimating the effects of fiscal policy in OECD countries. European Central Bank, Frankfurt am Main 2002.
- L’università truccata. Gli scandali del malcostume accademico, le ricette per rilanciare l’università. Einaudi, Turin 2008.
- The austerity myth. Gain without pain? Bank für Internationalen Zahlungsausgleich, Basel 2011.
- Status quo. Perché in Italia è così difficile cambiare le cose (e come cominciare a farlo). Feltrinelli, Mailand 2016.
- Falso! Le proposte della campagna elettorale sono insostenibili per i nostri conti pubblici e dannose per il paese. I politici che si candidano a governarci sbagliano o mentono? Feltrinelli, Mailand 2018.
- Understanding the German Criticism of the Target System and the Role of Central Bank Capital. Centre for Economic Policy Research (CEPR), London 2020 (Zusammenfassung (in Englisch)).